# Indijanska banana
Indijanska banana (jabuka jajaste kreme, lat. Asimina triloba), biljna vrsta indijanska banana porijeklom iz Sjeverne Amerike a pripada rodu  
papau drvo i porodici Annonaceae. Raste kao veći grm ili maleno drvo. Kod nas su se sadnice ove biljke pojavile prije nekih 5,6 godina. Plodovi navodno imaju okus sličan na bananu, mango i dinju.
Indijanci su plodove koristili za hranu a iz kore su dobivali vlakna.

## Uporaba u narodnoj medicini
Listovi potiču mokrenje. Sjemenke se smatraju otrovnim te djeluju kao emetik i narkotik.Po ruskim izvorima djeluje i antikancerogeno.

### Nutritivna vrijednost
Prema jednom izvještaju Kentucky State University Pawpaw Programa, svježi plodovi na 100 grama daju oko 80 kalorija i bogat su izvor  (20% ili više dnevne potrebe ) vitamina C, magnezija(oko 32% dnevne potrebe), željeza (54% dnevne potrebe) te mangana (124%  dnevne potrebe). Plod sadrži i umjerene količine vitamina A (11% dnevne potrebe).

## Najčešće sorte i njihova organoleptička svojstva
| Sorta         | Grozno | Loše | Prolazno | Dobro | Izvrsno | Okus na dinju | Gorčina | Ukupna ocjena 1-5 |
| ------------- | ------ | ---- | -------- | ----- | ------- | ------------- | ------- | ----------------- |
| Allegheny     | 0      | 0    | 4        | 19    | 23      | 9             | 2       | 4.41              |
| G9-108        | 0      | 0    | 6        | 12    | 22      | 2             | 10      | 4.40              |
| 10-35         | 0      | 0    | 4        | 19    | 19      | 3             | 10      | 4.36              |
| Shenandoah    | 0      | 0    | 7        | 16    | 16      | 7             | 12      | 4.23              |
| NC-1 (*)      | 0      | 2    | 5        | 16    | 15      | 4             | 9       | 4.16              |
| Potomac       | 0      | 0    | 6        | 22    | 12      | 5             | 10      | 4.15              |
| Taytwo (*)    | 1      | 1    | 4        | 24    | 13      | 12            | 9       | 4.09              |
| Susquehanna   | 0      | 1    | 13       | 13    | 16      | 8             | 10      | 4.02              |
| Wabash        | 1      | 0    | 11       | 19    | 14      | 6             | 10      | 4.00              |
| Sunflower (*) | 0      | 2    | 10       | 16    | 13      | 8             | 7       | 3.98              |
| Overleese (*) | 0      | 2    | 15       | 15    | 11      | 5             | 15      | 3.81              |
| Wilson (*)    | 0      | 4    | 11       | 18    | 8       | 9             | 7       | 3.73              |
| Jeremy’s Gold | 0      | 6    | 13       | 19    | 6       | 16            | 7       | 3.57              |
| 3-21          | 1      | 4    | 13       | 21    | 4       | 13            | 2       | 3.53              |
| PA Golden (*) | 2      | 4    | 18       | 11    | 7       | 12            | 8       | 3.40              |
| Mitchell (*)  | 1      | 16   | 12       | 12    | 3       | 15            | 3       | 3.00              |

Sorte označene sa  (*) mogu se naći u europskim rasadnicima (Francuska, Nizozemska, Češka, Slovačka, kod nas se mogu (2019.) nabaviti sorte: Davis, Sunflower, Overleese i Prima 1216).
- A. triloba
- A. triloba
- A. triloba

## Vanjske poveznice
- Plants For A Furure
- Priroda i biljke

|  | Zajednički poslužitelj ima još gradiva o temi Asimina triloba |
|  | Wikivrste imaju podatke o taksonu Asimina triloba             |